# Assane Ndiaye Dione
Assane Ndiaye Dione (Palma de Mallorca, 10 de octubre de 1999) es un futbolista español de origen senegalés, que juega en la demarcación de mediocentro para el Club Football Estrela da Amadora de la Primeira Liga, la primera categoría del Fútbol en Portugal.

## Trayectoria
Tras formarse en las categorías inferiores del Sporting Ciutat de Palma, en 2018 firma por el CD Atlético Rafal, antes de llegar en la temporada 2019-20 a las filas del Club Deportivo Llosetense de la Tercera División de España.
En la temporada 2020-21, firma por el Club Deportivo Felanich de la Tercera División de España.
En julio de 2021, firma por el Extremadura Unión Deportiva "B" de la Tercera División de España. Tras jugar la primera parte de la temporada en el filial del equipo almendralejense, subió al primer equipo en el que jugó 4 partidos para suplir las bajas de los futbolistas que recibieron la carta de libertad por impagos.
El 1 de febrero de 2022, firma por el Zamora CF de la Primera Federación, con el que disputa 4 partidos en los que anotó un gol en la segunda vuelta de la competición.
El 12 de julio de 2022, firma por el Club Deportivo Diocesano de la Segunda Federación.
El 31 de enero de 2023, firma por el Club Atlético de Madrid "B" de la Segunda Federación, con el que lograría el ascenso de categoría.
El 30 de julio de 2024, firma por el FC Andorra de la Primera Federación, con el que disputa 17 partidos en la primera vuelta de la competición.
El 3 de febrero de 2025, firmó por el F. C. Cartagena de la Segunda División de España.
El 21 de julio de 2025, firma por el Club Football Estrela da Amadora de la Primeira Liga, la primera categoría del Fútbol en Portugal.

## Clubes
| Club                             | País     | Año       | Partidos | Goles |
| -------------------------------- | -------- | --------- | -------- | ----- |
| Sporting Ciutat de Palma         | España   | 2018      |          |       |
| CD Atlético Rafal                | España   | 2018-2019 |          |       |
| Club Deportivo Llosetense        | España   | 2019-2020 |          |       |
| Club Deportivo Felanich          | España   | 2020-2021 |          |       |
| Extremadura Unión Deportiva "B"  | España   | 2021-2022 |          |       |
| Extremadura Unión Deportiva      | España   | 2022      | 4        | 1     |
| Zamora CF                        | España   | 2022      | 4        | 0     |
| Club Deportivo Diocesano         | España   | 2022-2023 | 17       | 2     |
| Club Atlético de Madrid "B"      | España   | 2023-2024 | 47       | 5     |
| FC Andorra                       | España   | 2024-2025 | 16       | 1     |
| FC Cartagena                     | España   | 2025      | 16       | 0     |
| Club Football Estrela da Amadora | Portugal | 2025-     | 0        | 0     |